# Villobas
Villobas (arag. Billobas) – opuszczona miejscowość w Hiszpanii, w Aragonii, w prowincji Huesca, w comarce Alto Gállego, w gminie Sabiñánigo, 35 km od miasta Huesca.
Według danych INE z 1991 roku miejscowości nie zamieszkiwała żadna osoba. Wysokość bezwzględna miejscowości jest równa 885 metrów.